# البحرية الباكستانية
البحرية الباكستانية ((بالأردوية: پاکستان بحریہ)‏؛ بالإنجليزية: Pakistan Navy) (PN) هي فرع الحرب البحرية الموحد للقوات المسلحة الباكستانية. يعتبر رئيس باكستان القائد الأعلى للبحرية. ويشغل منصب قائد الأركان البحرية أدميرال بأربع نجوم وهو قائد البحرية. تعمل البحرية الباكستانية على الساحل الباكستاني في بحر العرب وخليج عمان. تأسست في أغسطس 1947، بعد استقلال باكستان عن المملكة المتحدة.
يتمثل هدف البحرية الباكستانية الأساسي في ضمان الدفاع عن خطوط الاتصال البحرية لباكستان وحماية المصالح البحرية الباكستانية من خلال تنفيذ السياسات الوطنية بممارسة التأثير العسكري والأنشطة الدبلوماسية والإنسانية لدعم هذه الأهداف. تحشد البحرية أصولها الحربية، بالإضافة إلى خدماتها الحربية، لإجراء عمليات إنقاذ إنسانية في الداخل بالإضافة إلى المشاركة في فرق عمل متعددة الجنسيات مفوضة من قبل الأمم المتحدة لمنع الإرهاب البحري والقرصنة قبالة السواحل.
البحرية الباكستانية هي قوة تطوعية دخلت في صراع مع الهند المجاورة مرتين على حدودها البحرية، وانتشرت باستمرار في المحيط الهندي للعمل كمستشار عسكري لدول الخليج العربية والدول الصديقة الأخرى خلال أحداث الصراع متعدد الجنسيات كجزء من التزامها تجاه الأمم المتحدة.:88 تمتلك البحرية عدة مكونات بما في ذلك الطيران البحري ومشاة البحرية ووكالة الأمن البحري (خفر السواحل). توسع الدور الدفاعي للبحرية منذ تأسيسها في 14 أغسطس 1947، من تأمين الخطوط البحرية وأصبحت الحارس القادر على توجيه الضربة الباكستانية الثانية مع القدرة على إطلاق نظام صاروخي تحت الماء لاستهداف مواقع العدو.
يقود البحرية رئيس الأركان البحرية، وهو أدميرال ذو أربع نجوم، وعضو في لجنة هيئة الأركان المشتركة. يرشح رئيس الوزراء رئيس الأركان البحرية ويعينه رئيس باكستان. القائد الحالي هو الأدميرال أمجد خان نيازي الذي عُين في 7 أكتوبر 2020. الأدميرال نيازي هو القائد الثاني والعشرون للبحرية الباكستانية، وتولى قيادتها بعد ظفار محمود عباسي.

## الملاحظات
1. ↑  باسم «البحرية الملكية الباكستانية» لدومينيون باكستان عقب تقسيم الهند.

## وصلات خارجية
- الموقع الرسمي